# Sankt Lorenz
Sankt Lorenz je obec v Rakousku, spolkové zemi Horní Rakousy a okrese Vöcklabruck.

## Poloha

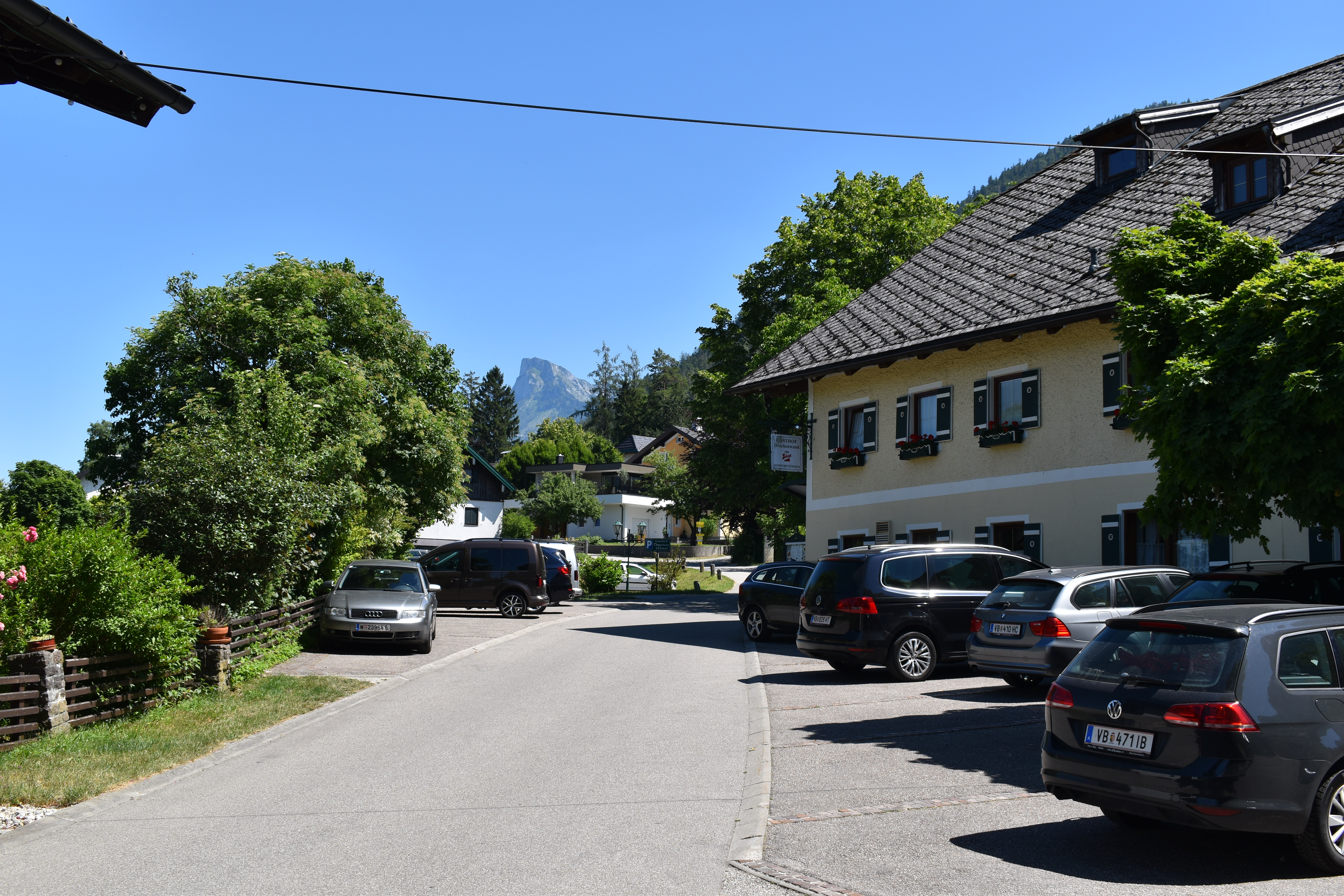
Hlavní silnice

Sankt Lorenz leží přibližně ve středu země, sousedí se spolkovou zemí Salcbursko, a je přibližně 20 km východně od Salcburku. Leží vedle jezera Mondsee v oblasti Solné komory (německy Salzkammergut).

## Turismus
Díky tomu, že se obec nachází v oblasti jezer Solné komory, vyhledává tuto oblast, hlavně v létě, spousta turistů. Díky tomu je obec zaměřená na hlavně na turistický průmysl. V okolí se nachází i turisticky zajímavé vrcholy na začátku Alp (hlavně Drachenwand a Schafberg).

## Historie
Na březích Mondsee byly v 19. st. nalezeny pozůstatky kultury Mondsee v podobě kůlů na vodě (dříve obydlí na vodě) z období neolitu v letech 3600 až 3300 př. n. l. [zdroj⁠?!]

## Galerie

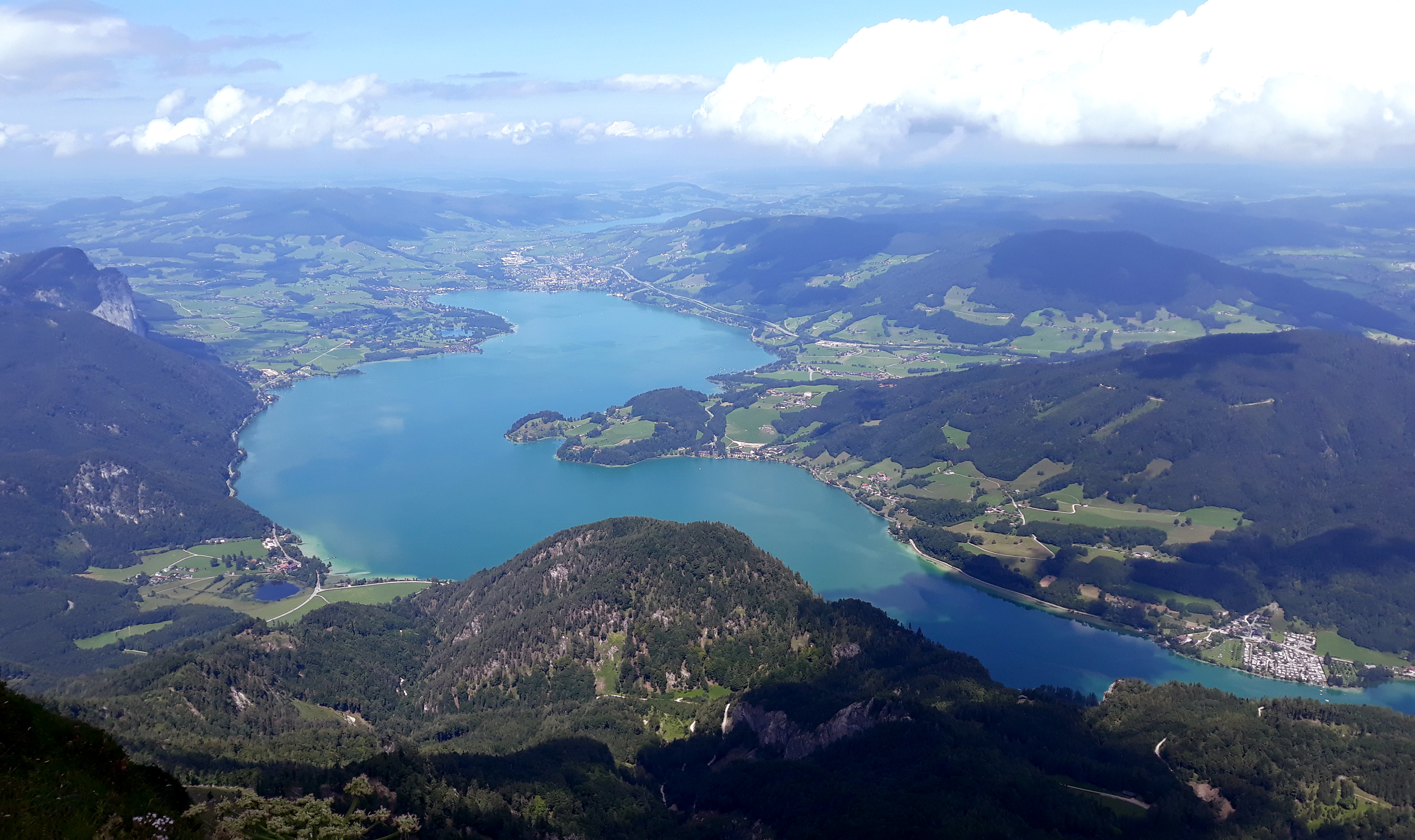
Jezero Mondsee z vrcholu Schafberg
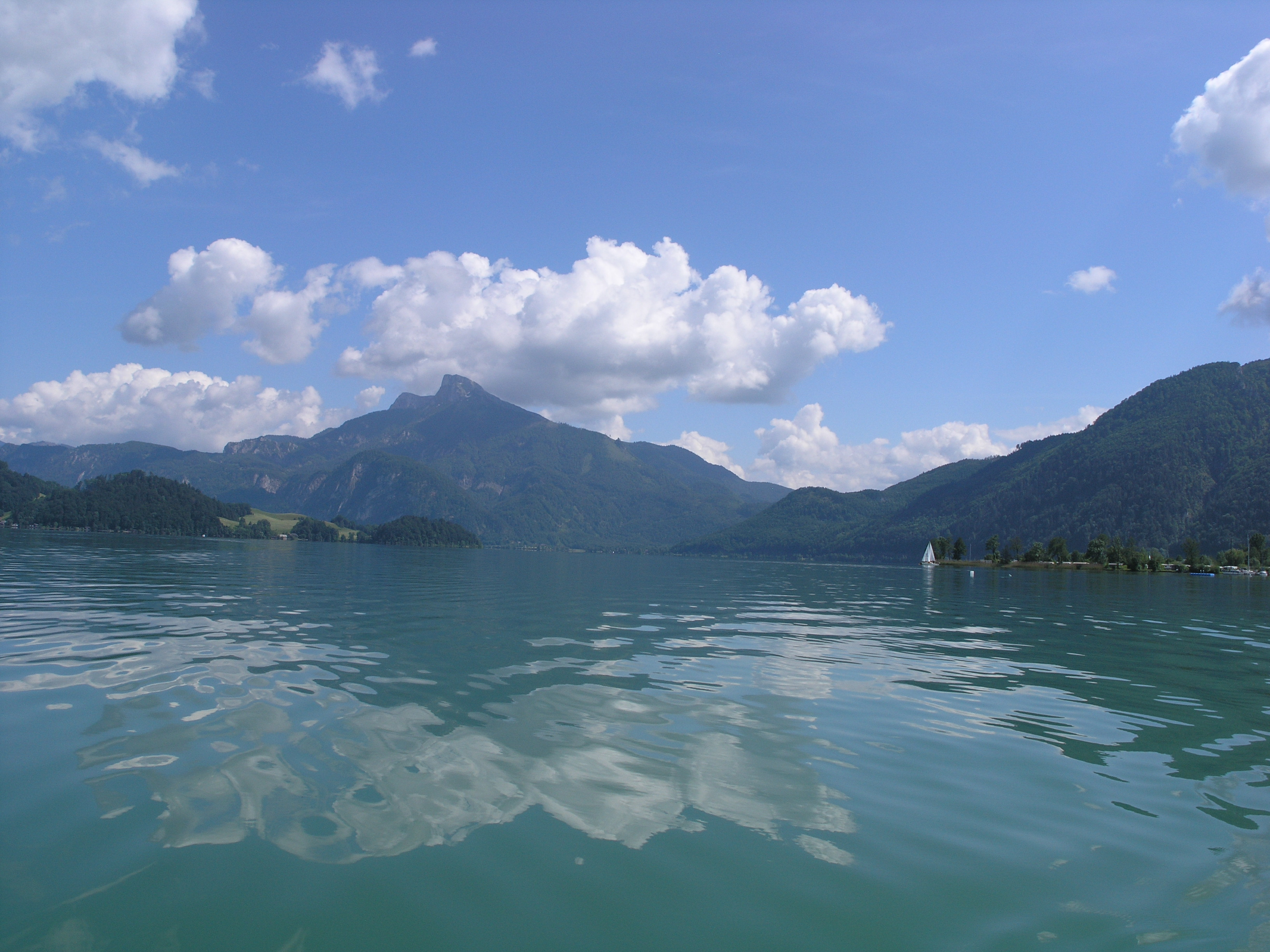
Hora Schafberg z jezera Mondsee
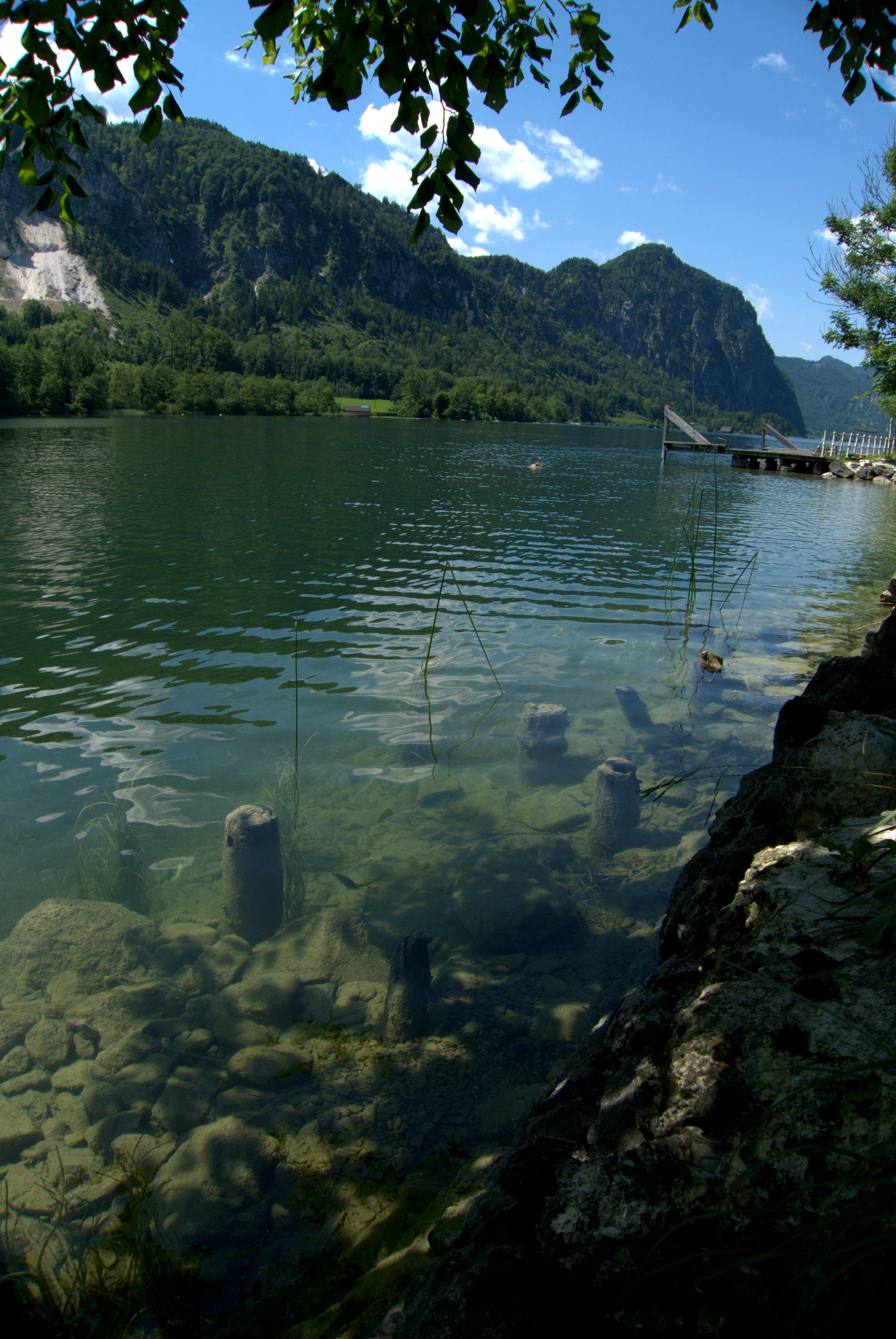
Nálezy kůlů na březích Mondsee